# Munitions immergées dans les lacs en Suisse
Les munitions immergées dans les lacs en Suisse constituent une problématique environnementale et de sécurité publique. Comme l'ont fait d'autres pays, la Suisse a cherché à neutraliser un volume important de munitions obsolètes par immersion, notamment après la seconde guerre mondiale et pendant la guerre froide.

## Entraînement au tir
En complément des immersions des stocks de munitions obsolètes, la zone lacustre du Forel (canton de Fribourg) du lac de Neuchâtel est un champ de tir utilisé pour l'entraînement de l'armée, notamment l'aviation (tir air-sol) depuis 1928. Les munitions immergées dans cette zone sont donc principalement des munitions utilisées par les forces aériennes,.
Les autorités militaire suisses justifient l'utilisation de ce champ de tir pour des raisons de praticité (les deux autres champs de tir sont situés en altitude et plus souvent impraticable pour les entraînements à cause d'une couverture nuageuse trop importante) et d'équipement (seule la zone de tir du Forel dispose de cibles mobiles).

## Situation des lacs suisses

### Léman

#### État de situation
Après des analyses au début des années 2000, le Département fédéral de la défense estime qu'entre 150 et 1 000 tonnes de munitions ont été immergées dans les eaux du Léman, notamment dans la partie « Petit lac » (Genève).
Les spécialistes militaires indiquent que les munitions immergées sont vraisemblablement des obus (artillerie), des bombes (aviation), des grenades ainsi que des munitions de fusil (cartouches usuelles),. Certaines personnes évoquent la présence de munitions contenant du phosgène, un agent chimique toxique, mais sans que cette information ne soit confirmée par les autorités civiles, militaires ou scientifiques.
Les munitions immergées dans la partie genevoise du Léman l'ont été par la branche armement de l'entreprise Hispano-Suiza et non directement par les forces armées suisses. Les immersions ont cessé au début des années 1960.

#### Critiques et positions des autorités
En septembre 2019, une association engagée dans la défense de l'environnement publie des vidéos de plongées dans le Léman (zone du « Petit lac ») où des caisses de munitions non-sendimentées et partiellement éventrées sont visibles. Après cette découverte, plusieurs formations politiques, députés et associations demandent aux autorités des investigations plus poussées, notamment sur les risques de pollution (du fait de l'absence d'une sédimentation qui isole les polluants des eaux du lac), ainsi qu'un nettoyage du Léman. Les autorités cantonales genevoises estiment qu'il n'existe pas d'éléments en faveur d'une pollution importante de ces zones. Toutefois, elles reconnaissent que l'absence de sédimentation autour de ces caisses est un élément qui implique de réévaluer la situation et les risques,.
Des analyses complémentaires et une cartographie sont lancées en 2021 sous l'égide des autorités genevoises. Les premiers résultats partiels de l'étude sont rendus publiques par les autorités au printemps 2022. Les investigations menées ne permettent pas d'établir l'existence d'une pollution et concluent à un risque peu probable d'explosion accidentelle. Les autorités genevoises expliquent que les munitions ne présentent pas de danger tant qu'elles restent stables et ne sont pas déplacées,.

### Lac de Neuchâtel

#### État de situation
La zone du Forel (canton de Fribourg) au lac de Neuchâtel est un champ de tir utilisé pour l'entraînement des militaires suisses, principalement l'armée de l'air. L'utilisation de la zone a débuté en 1928.
En 2004, des analyses menées par l'armée suisse permettent d'estimer la quantité de munitions immergées dans le lac de Neuchâtel entre 4 500 et 5 000 tonnes, principalement tirées à partir des années 1950.
Les munitions immergées sont principalement des armes aériennes inertes destinées au tir air-sol : des roquettes (acier), des missiles d'exercice et des bombes (en béton ou en araldite). Des munitions de mitrailleuses et des grenades d'exercice complètent cet inventaire. De par le caractère inerte de la majorité des munitions, les risques de pollution aux substances chimiques d'explosif sont faibles.
Situé a proximité de la réserve naturelle de la grande Cariçaie, la pollution du site par les munitions est l'objet d'inquiétudes et de critiques récurrentes. L'armée suisse indique toutefois qu'il existe peu de zone de tir d'entrainement et qu'il ne lui est pas possible de cesser d'utiliser la zone du Forel,.

#### Critiques et positions des autorités
Les associations locales ainsi que des responsables politiques critiquent régulièrement la pollution du lac de Neuchâtel par les munitions du champ de tir du Forel et les risques pour la réserve naturelle de la grande Cariçaie,.
En 2015, le Département fédéral de la défense rend public les résultats d'investigations menées au Forel et montrant l'absence de pollution des eaux du lac de Neuchâtel. La méthodologie suivie par l'institution militaire est critiquée par des observateurs : les sols n'ont pas été analysés bien que les sols des champs de tirs terrestres soient tous considérés comme pollués.
En 2021, le Département fédéral de la défense indique que l'armée assume sa responsabilité dans la pollution de cette zone du lac. Des études, notamment concernant la nocivité des munitions immergées, vont être menées et l'institution militaire prendra en charge les coûts d'investigation et de dépollution si nécessaire. Un responsable rappelle également que les forces aériennes utilisent désormais le champ de tir peu de jours dans l'année,,.